# Ondas Martenot

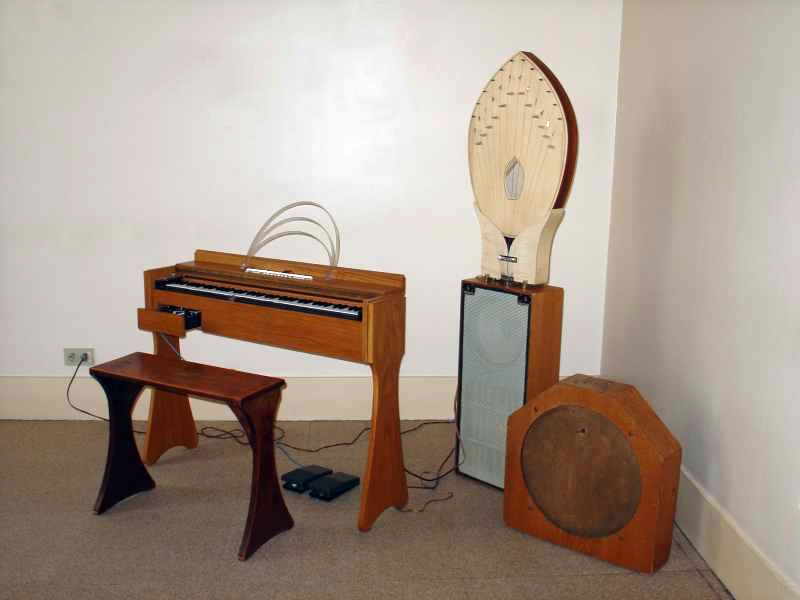
Ondas Martenot.

Las ondas Martenot es un instrumento electrónico inventado en 1928 por el violonchelista francés Maurice Martenot.
El instrumento está formado por un teclado, un altavoz y un generador de baja frecuencia. El sonido se produce mediante un anillo metálico que el intérprete se ha de colocar en el dedo índice de su mano derecha. La posición de dicho anillo frente al teclado determinará la altura de la nota. De esta forma el nuevo instrumento permitía la realización de unos característicos glissandos y vibratos gracias a la facilidad de desplazarse por todo el teclado.
La mano izquierda debe hacer uso de unos controladores situados a la izquierda del teclado en un pequeño cajón. Mediante estos controladores el intérprete podrá variar las dinámicas y la articulación de las notas que produce.
Puesto que el sonido se produce de forma electrónica, requiere de un altavoz que amplifique las ondas y emita el sonido característico de este instrumento.
En la música académica destacó el uso que hizo de este instrumento el célebre compositor francés Olivier Messiaen en obras como la Sinfonía Turangalila o Trois petites liturgies de la présence divine.